# 로저 애슈턴그리피스
로저 애슈턴그리피스(영어: Roger Ashton-Griffiths, 1957년 1월 19일 ~ )는 잉글랜드의 배우이다. HBO 드라마 《왕좌의 게임》(2014-16)에 메이스 티렐 경 역으로 출연했다. 《갱스 오브 뉴욕》(2012)에서 P. T. 바넘 역을, 《그레이스 오브 모나코》(2014)에서 앨프리드 히치콕 역을 연기하였다.

## 출연 작품

### 영화
- 피라미드의 공포 (1985)
- 갱스 오브 뉴욕 (2012) - P. T. 바넘 역
- 그레이스 오브 모나코 (2014) - 앨프리드 히치콕 역
- 달링 (2017)
- 스탈린이 죽었다! (2017) - 뮤지션 1 역
- 비뚤어진 집 (2017)
- 곰돌이 푸 다시 만나 행복해 (2018) - 랠프 버터워스 역

### 텔레비전
- 왕좌의 게임 (2014-16) - 메이스 티렐 경 역